# Guwançmuhammet Öwekow
Guwançmuhammet Öwekow (* 2. února 1981, Ašchabad, Turkmenská SSR, Sovětský svaz) je turkmenský fotbalista a reprezentant hrající na postu útočníka nebo ofenzivního záložníka.
Mimo Turkmenistánu hrál na Ukrajině, v Uzbekistánu a Kazachstánu.

## Reprezentační kariéra
Byl u největší výhry Turkmenistánu 11:0, která se zrodila 19. listopadu 2003 v domácím utkání s Afghánistánem. Öwekow se na ní podílel dvěma vstřelenými brankami. O necelých pět let později 1. srpna 2008 vstřelil stejnému soupeři čtyři góly při výhře 5:0 na turnaji AFC Challenge Cup.

### Reprezentační góly
Góly Guwançmuhammeta Öwekowa za A-tým Turkmenistánu
| Gól | Datum        | Stadion                | Soupeř      | Skóre | Výsledek | Soutěž                 |
| --- | ------------ | ---------------------- | ----------- | ----- | -------- | ---------------------- |
| 010 | 19. 11. 2003 | Ašchabad, Turkmenistán | Afghánistán | 1:0   | 11:0     | Kvalifikace na MS 2006 |
| 02  | 19. 11. 2003 | Ašchabad, Turkmenistán | Afghánistán | 5:0   | 11:0     | Kvalifikace na MS 2006 |
| 03  | 18. 2. 2004  | Ašchabad, Turkmenistán | Srí Lanka   | 1:0   | 2:0      | Kvalifikace na MS 2006 |
| 04  | 14. 6. 2008  | Ašchabad, Turkmenistán | Jižní Korea | 1:1   | 1:3      | Kvalifikace na MS 2010 |
| 05  | 1. 8. 2008   | Hajdarábád, Indie      | Afghánistán | 1:0   | 5:0      | AFC Challenge Cup 2008 |
| 06  | 1. 8. 2008   | Hajdarábád, Indie      | Afghánistán | 3:0   | 5:0      | AFC Challenge Cup 2008 |
| 07  | 1. 8. 2008   | Hajdarábád, Indie      | Afghánistán | 4:0   | 5:0      | AFC Challenge Cup 2008 |
| 08  | 1. 8. 2008   | Hajdarábád, Indie      | Afghánistán | 5:0   | 5:0      | AFC Challenge Cup 2008 |
| 09  | 2009         | ?                      | ?           | ?     | ?        | ?                      |